# Jens Seipenbusch
Jens Seipenbusch (6. august 1968 i Wuppertal) er en tysk fysiker og politiker. Han er medstifter og var formand for Piratenpartei Deutschland.
Han studerede fysik på Westfälische Wilhelms-Universität i Münster.